# Estación Vipasa
Vipasa es una de las estaciones del Sistema Integrado de Transporte MIO, en la ciudad de Cali, inaugurado en el año 2008.

## Ubicación
Está ubicada en la avenida 3N con calle 44, en el barrio Vipasa al cual debe su nombre.

## Características
La estación posee un acceso peatonal semaforizado sobre la calle 44N y consta de un vagón bidireccional, es decir, con plataformas de parada en ambos sentidos. Al igual que las otras estaciones de la troncal de la avenida 3N, carece de un carril solo bus para sobrepaso en ambos sentidos.
Su pictograma es un pectoral zoomorfo de la cultura Nariño.

## Servicios de estación

### Rutas expresas
| Ruta | Estación Origen             | Estación Destino            | Sentido (N/S) |
| ---- | --------------------------- | --------------------------- | ------------- |
| E21  | Terminal Menga Av 3N Cl 70N | Universidades Cra 100 Cl 16 | Ambos         |
| E27  | Terminal Menga Av 3N Cl 70N | Capri Cl 5 Cra 78           | Ambos         |

### Rutas pretroncales
| Ruta | Origen                             | Trayecto              | Destino |
| ---- | ---------------------------------- | --------------------- | ------- |
| P24B | Terminal Andrés Sanín Cl 75 Cra 19 | Cra 8 - Cl 44 - Av 6N | C.A.M.  |